# مؤتمر الأطراف

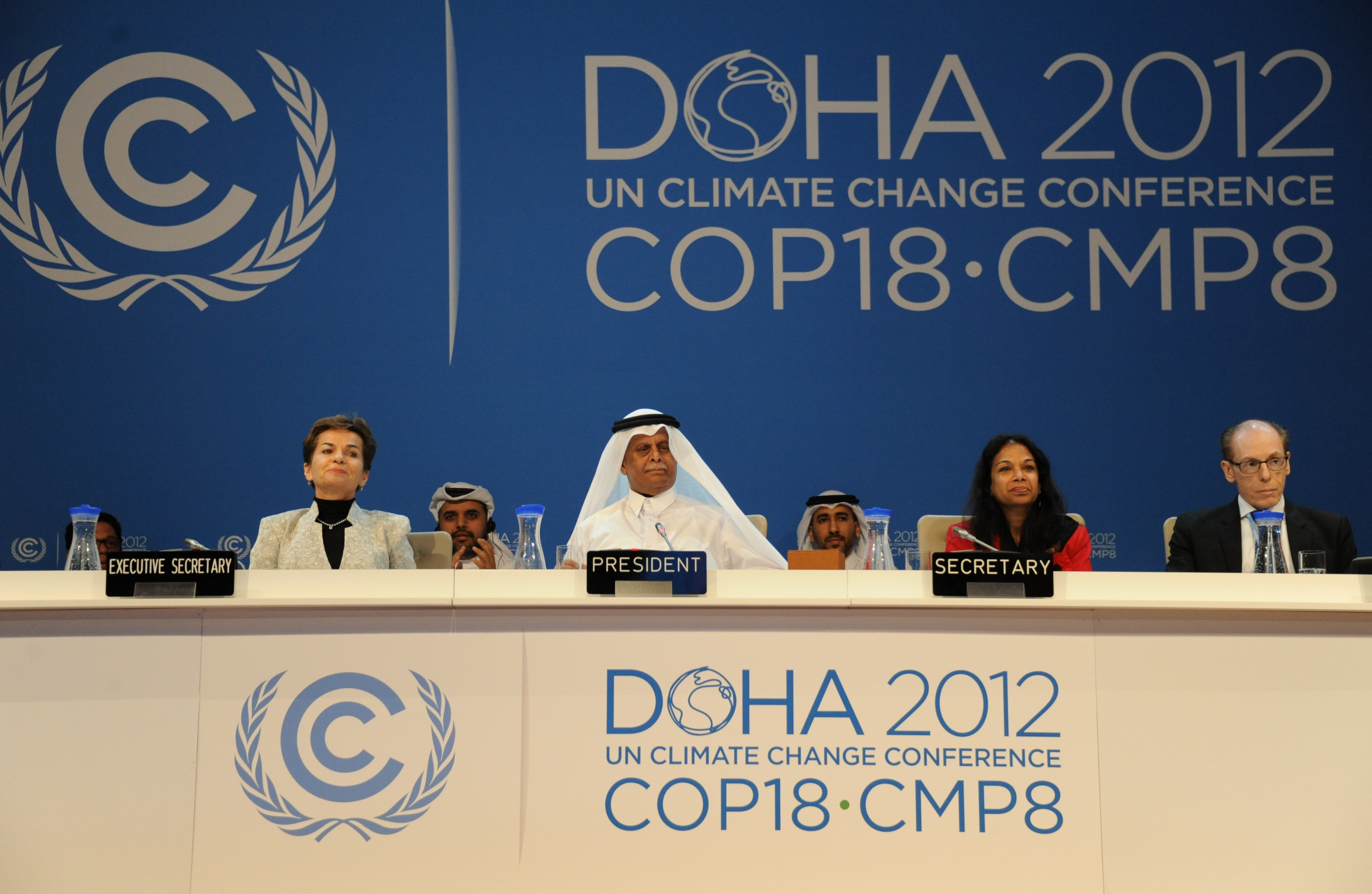
اجتماع لمؤتمر الأمم المتحدة لتغير المناخ لعام 2012

مؤتمر الأطراف (بالفرنسية: Conférence des Parties)‏ ويُختصر COP، هي الهيئة الإدارية العليا لأي اتفاقية دولية. تشمل الاتفاقيات مع مؤتمر الأطراف ما يلي:
- اتفاقية الأمم المتحدة الاطارية المعنية بتغير المناخ
  - مؤتمر الأمم المتحدة بشأن تغير المناخ [1]
- اتفاقية الأمم المتحدة لمكافحة التصحر
- اتفاقية الأمم المتحدة لمكافحة الفساد
- اتفاقية حفظ أنواع الحيوانات البرية المهاجرة
- اتفاقية التجارة الدولية بأنواع الحيوانات والنباتات البرية المهددة بالانقراض
- اتفاقية التنوع البيولوجي
  - 2012 مؤتمر حيدر أباد للتنوع البيولوجي
- اتفاقية رامسار
- اتفاقية بازل
- اتفاقية روتردام
- اتفاقية استكهولم بشأن الملوثات العضوية الثابتة
- معاهدة عدم انتشار الأسلحة النووية
- اتفاقية الأسلحة الكيميائية
- بروتوكول كيوتو
- اتفاقية منظمة الصحة العالمية الإطارية بشأن مكافحة التبغ